# 下圩镇
下圩镇，是中华人民共和国江苏省泰州市兴化市下辖的一个乡镇级行政单位。

## 行政区划
下圩镇下辖以下地区：
玉带社区、东港村、李阳村、朝阳村、双建村、同盟村、镇二村、洋港村、刘文村、联富村、镇一村、清洋村和双联村。